# Oswayo (Pensilvania)
Oswayo es un borough ubicado en el condado de Potter en el estado estadounidense de Pensilvania. En el año 2000 tenía una población de 159 habitantes y una densidad poblacional de 55.8 personas por km².

## Geografía
Oswayo se encuentra ubicado en las coordenadas 41°55′16″N 78°01′05″O / 41.92111, -78.01806.

## Demografía
Según la Oficina del Censo en 2000 los ingresos medios por hogar en la localidad eran de $30,625 y los ingresos medios por familia eran $30,625. Los hombres tenían unos ingresos medios de $35,625 frente a los $24,375 para las mujeres. La renta per cápita para la localidad era de $12,018. Alrededor del 16.7% de la población estaba por debajo del umbral de pobreza.